# آتیلا موچی
آتیلا موچی (انگلیسی: Attila Mocsi؛ زادهٔ ۲۹ مهٔ ۲۰۰۰) بازیکن فوتبال اهل مجارستان است.
از باشگاه‌هایی که در آن بازی کرده‌است می‌توان به باشگاه فوتبال مول فهروار اشاره کرد.
وی همچنین در تیم‌های ملی فوتبال و زیر ۲۱ سال مجارستان بازی کرده‌است.